# Cerâmica Atlético Clube
Il Cerâmica Atlético Clube, noto anche semplicemente come Cerâmica, è una società calcistica brasiliana con sede nella città di Gravataí, nello stato del Rio Grande do Sul.

## Storia
Il 19 aprile 1950, il Cerâmica Atlético Clube venne fondato dai lavoratori della ceramica di Gravataí.
Nel 2010 il Cerâmica fu finalista della Copa FGF, perdendo in finale contro l'Internacional. Ma tuttavia, l'Internacional decise di non partecipare alla Recopa Sul-Brasileira, e così il Cerâmica prese il posto dell'Internacional, il club vinse la competizione dopo aver sconfitto 1-0 in finale il Brusque. Nello stesso anno, il club partecipò alla Coppa del Brasile, dove venne eliminato al primo turno dal Paraná.
Il club ha ottenuto la promozione nella massima divisione statale per la prima volta il 6 luglio 2011.
Nel 2011 e nel 2012, il Cerâmica ha partecipato al Campeonato Brasileiro Série D, dove fu eliminato alla prima fase in entrambe le edizioni.

## Palmarès

### Competizioni regionali
- Recopa Sul-Brasileira: 1

2010